# DNEメディアステーション
『DNEメディアステーション』は、ダイスネットワークスが制作、配信するインターネットラジオ番組である。2009年7月16日に稼働したアーケード用2D格闘ゲームデモンブライドのインターネットラジオ番組から、インターネットラジオ番組配信サイト『DNEメディアステーション』を開始した。

## 特徴
- リスナー参加型ラジオを目指し、「D-1グランプリ」や「ラジオ収録見学会」、「公開録音」など積極的にイベントを行う。
- マウスプロモーション所属のパーソナリティが多く、マチアソビでも合同でブースを出す。
- 一部ラジオは動画配信（つきねこラジオ、ちかちか日和など）
- DNEラジオの半分は無茶振りで構成されている。（瓦割り、即興コーナーなど）

## 番組一覧

### 現在配信されている番組
月曜日更新
- DNEプレゼンツ虎の穴ラジオ（番組タイトル募集中）（2010年7月30日- 隔週配信）
塩谷綾子、平野恵里佳、梶川翔平
- DNEプレゼンツ虎の穴ラジオ（番組タイトル募集中）（2010年7月30日- 隔週配信）
山口翔平、杉山由恵、内田愛美

火曜日更新
- 松浦チエと峯香織のちか☆ちか日和（2010年7月6日- 毎週配信）
松浦チエ、峯香織

水曜日更新
- 阿久津と桑門と坂巻のつきねこラジオver.マチネ2（2010年7月24日- 隔週配信）
阿久津加菜、桑門そら、坂巻学
- 越田と森谷と山本のつきねこラジオver.ソワレ2（2010年7月24日- 隔週配信）
越田直樹、森谷里美、山本綾

木曜日更新
- 沖佳苗と菊池こころのきらきらステーション!（2009年9月20日- 隔週配信）
沖佳苗、菊池こころ
- 市来と五十嵐のつきねこラジオver.インプロ（2010年7月25日- 隔週配信）
市来光弘、五十嵐裕美

金曜日更新
- シフォンのファンファンラジオ!（2010年2月19日-）
氷上恭子、増田ゆき、小島幸子

不定期更新
- 大地丙太郎のおととい来やがれ!（2009年9月24日-）
大地丙太郎、森谷里美

特別番組
- マウス＆タイガーロックフェスティバルINパゴダ（2009年10月05日）
市来光弘、高橋英則

終了番組（配信は継続中）
- 松尾と坂巻の無茶ぶり養成スクール（2009年6月1日-2009年10月30日、毎週金曜日更新、全21回）
松尾大亮、坂巻学
- 市来&高橋のおいしいラジオ!（2009年6月1日-2009年11月2日、毎週月曜日更新、全21回+特別編）
市来光弘、高橋英則
- 鍋井と五十嵐のMステーション（2009年6月1日-2009年11月4日、毎週水曜日更新、全21回）
鍋井まき子、五十嵐裕美
- 坂巻＆山口＆塩谷のムチャリブレ！（2009年11月12日-2010年7月5日、毎週月曜日更新、全30回）
坂巻学、山口翔平、塩谷綾子
- 遠藤・松尾のハァハァラジオ（2009年11月12日-2010年7月7日、毎週水曜日更新、全31回）
遠藤大輔、松尾大亮
- 高橋・森谷のミッドナイトトレイン（2009年11月12日-2010年7月9日、毎週金曜日更新、全30回）
高橋英則、森谷里美
- 市来と阿久津と山本のつきねこラジオver.マチネ（2009年11月19日-2010年7月8日、毎週木曜日更新、全31回）
市来光弘、阿久津加菜、山本綾
- 五十嵐と越田と桑門のつきねこラジオver.ソワレ（2009年11月21日-2010年7月10日、毎週土曜日更新、全31回）
五十嵐裕美、越田直樹、桑門そら
- 下北底辺ラジオ（2009年9月21日-2009年11月20日[1]、全4回）
フルタジュン、篠原友紀
- うみぶたらじお。（2009年11月24日-2010年5月3日[1]、全6回）
高橋英則、近藤佳奈子、寺井智之、井澤詩織、大久保貴
- 虎の穴一人ラジオ（2010年3月9日-2010年6月29日[1]、全12回）

### 過去に配信されていた番組
配信開始時期順
- デモンブライド天羽零彗の放課後ラジオ（2009年5月22日-2009年7月28日、不定期火曜日更新、全9回）
天羽零彗（谷山紀章）
- ママチャリと駐在さんのぼくちゅうラジオ!（2009年8月11日-2009年9月29日、毎週火曜日更新、全7回）
ママチャリ（鈴村健一）、駐在さん（藤原啓治）
- 眉山秋フェスタ2009 GO GO! FESラジオ!（2009年9月22日-2009年10月9日、特別番組）
今井麻美、喜多村英梨、阿久津加菜、五十嵐裕美
- 眉山秋フェスタ2009×マチアソビ公開録音（2010年1月18日-2010年2月1日、全8種、特別番組）
今井麻美、喜多村英梨、阿久津加菜、五十嵐裕美、坂巻学、森谷里美
- コミックマーケット77公開録音スペシャル.（2010年2月2日-2010年2月16日、全10種、特別番組）
つきねこラジオverソワレ（五十嵐裕美、越田直樹、桑門そら）
つきねこラジオver.マチネ（市来光弘、阿久津加菜、山本綾）
遠藤・松尾のハァハァラジオ（遠藤大輔、松尾大亮）
坂巻＆山口のムチャリブレ!（坂巻学、山口翔平）
高橋・森谷のミッドナイトトレイン（高橋英則、森谷里美）
つきねこトークショー（今井麻美、喜多村英梨、阿久津加菜、五十嵐裕美）
きらきらステーション!（沖佳苗、菊池こころ）
- マチアソビラジオ!（2010年3月3日-2010年3月17日、全3種、特別番組）
阿久津加菜、五十嵐裕美、市来光弘、桑門そら、越田直樹、近藤隆、葉山いくみ、森谷里美
- 遠藤と五十嵐のびゃっこラジオ!（2010年5月6日-2010年6月5日、全2回、特別番組）
遠藤大輔、五十嵐裕美
- マチアソビvol.3 公開録音（2010年6月29日-2010年7月13日、全8種、特別番組）
阿久津加菜、五十嵐裕美、市来光弘、桑門そら、越田直樹、坂巻学、森谷里美、MOSAIC.WAV

## イベント
公開録音&トークショー
- DNEイベントでは公開録音やラジオ形式のトークショーが行われている。観客がお題を振る事も振られる事もあるが、強制ではなくほとんど挙手によるもの。

D-1グランプリ
- DNEメディアステーションが配信するラジオの中で、一定期間内に最も多くメールが読まれたリスナーがオリジナルの番組を作る権利が与えられる企画。
- 第1回チャンピオンによる「遠藤と五十嵐のびゃっこラジオ!」が配信された。第2回チャンピオンによる「さくらこラジオ」も近日配信予定。現在第3回D-1グランプリが開催されている。
- パーソナリティはDNEメディアステーションで今までに関わって来た者から2名を選択することとなっている。番組構成は自由。

ラジオ収録見学会
- DNEイベントではイベントポイントカードを配布し、所持しているポイントを使用したファンイベントのようなものがある。その中でDNEラジオの収録見学会が行われている。